# 7人制ラグビー女子フランス代表
7人制ラグビー女子フランス代表（英語: France women's national rugby sevens team）は、国際大会に派遣される7人制ラグビーの女子フランス代表チームである。愛称は「レ・ブルーズ (Les Bleues)」。
ワールドラグビーセブンズシリーズ、ラグビーワールドカップセブンズなどに出場している。

## 歴史
2014年、ワールドラグビーセブンズシリーズに初昇格。
その後、2018年のラグビーワールドカップセブンズで準優勝。
そして2021年、東京五輪最終予選突破して東京五輪出場権獲得。同大会では決勝進出するも7人制女子ニュージーランド代表に敗れて銀メダル。

## 成績

### 夏季オリンピック
| 年   | ラウンド     | 順位 | 試 | 勝 | 負 | 分 |
| ---- | ------------ | ---- | -- | -- | -- | -- |
| 2016 | 準々決勝敗退 | 6    | 6  | 3  | 3  | 0  |
| 2020 | 準優勝       | 2    | 6  | 5  | 1  | 0  |
| 2024 | 準々決勝敗退 | 5    | 6  | 4  | 2  | 0  |
| 計   | 優勝 0 回    | 3/3  | 18 | 12 | 6  | 0  |

### ワールドカップ
| 年   | ラウンド           | 順位 | 試 | 勝 | 負 | 分 |
| ---- | ------------------ | ---- | -- | -- | -- | -- |
| 2009 | プレート準決勝敗退 | 7    | 5  | 2  | 3  | 0  |
| 2013 | ボウル準決勝敗退   | 11   | 5  | 2  | 2  | 1  |
| 2018 | 準優勝             | 2    | 4  | 3  | 1  | 0  |
| 2022 | カップ準決勝敗退   | 3    | 4  | 3  | 1  | 0  |
| 計   | 優勝 0回           | 4/4  | 18 | 10 | 7  | 1  |

### ワールドセブンズシリーズ
- ※コアチームとして在籍したシーズンのみ
- 2014-2015シーズン - 6位
- 2015-2016シーズン - 5位
- 2016-2017シーズン - 7位
- 2017-2018シーズン - 3位
- 2018-2019シーズン - 5位
- 2019-2020シーズン - 4位
- 2021-2022シーズン - 7位
- 2022-2023シーズン - 4位
- 2023-2024シーズン - 3位

## 直近大会の代表スコッド
パリ2024五輪スコッド
1. アンネ＝セシール・シオファニ
2. コラリー・バートランド
3. リリ・デゾウ
4. キャロライン・ドルアン
5. カミーユ・グラッシノイエ
6. ジョアンナ・グリセズ
7. クロエ・ジャケ
8. イアン・ジャソン
9. カーラ・ニーゼン (C)
10. ロウ・ノエル
11. セラフィヌ・オカンバ
12. クロエ・ペレ
13. ヨライネ・エンゴ

(C)はキャプテン